# Luis Manuel Otero Alcántara
Luis Manuel Otero Alcántara (nascido em 2 de dezembro de 1987) é um artista performático cubano e dissidente, conhecido por suas performances públicas que criticam abertamente o governo cubano e suas políticas. Artista autodidata, Alcántara vive no bairro El Cerro, em Havana. Desde 2018, Alcántara foi preso dezenas de vezes por suas performances em violação ao Decreto 349, uma lei cubana que exige que os artistas obtenham permissão prévia para exposições e performances públicas e privadas.

## Protestos e prisões
Em 2017 Alcántara foi preso por "estar em posse ilícita de materiais de construção" em relação ao seu trabalho como cofundador da #00 bienal de la Habana, um evento alternativo à Bienal oficial de Havana.
Em abril de 2019, Alcántara foi preso pela polícia cubana durante sua participação em um evento satélite da Bienal de Havana.
Em 10 de agosto de 2019, Alcántara foi preso em Havana durante parte de sua performance Drapeau. Na obra, ele usava uma bandeira cubana pendurada nos ombros, desafiando uma lei de 2019 que ditava como a bandeira poderia ser usada.
Em 1º de março de 2020, Alcántara foi preso em Havana sob a acusação de profanar símbolos patrióticos e por danos materiais. No momento da prisão, estava a caminho de participar de um protesto no Instituto Cubano de Rádio e Televisão contra a censura de dois homens se beijando na televisão.
Em novembro de 2020, Alcántara participou de uma greve de fome como parte do Movimento San Isidro. Alcántara e outros manifestantes foram duas vezes detidos pela polícia durante o protesto.
Em abril de 2021, ele iniciou outra greve de fome, ganhando ampla atenção e cobertura da mídia global. Em maio, agentes de segurança do Estado vestidos como civis invadiram a casa de Alcántara e o detiveram à força junto da poeta Afrika Reina. Para justificar o ataque, os agentes do lado de fora da casa gritaram: “¡Qué viva la revolución! ¡Qué viva Fidel!” Os agentes também confiscaram algumas das obras de arte mais recentes de Otero. Mais tarde naquele mês, em solidariedade a Alcántara, um grupo de artistas cubanos ativistas que trabalhavam sob o nome 27N pediu ao diretor do Museu de Belas Artes de Havana que retirasse suas obras da exposição pública. Em 21 de maio de 2021, a Anistia Internacional nomeou Alcântara como prisioneiro de consciência. Poucos dias depois, um grupo de figuras culturais internacionais proeminentes, incluindo Junot Díaz, Edwidge Danticat, Julie Mehretu, John Akomfrah e Carrie Mae Weems, emitiu uma carta pública ao presidente cubano solicitando a libertação de Alcántara.
Em 31 de maio de 2021, o Movimento San Isidro confirmou que Alcántara havia sido libertado da custódia, depois de ficar detido em um hospital por mais de quatro semanas. Em 11 de julho de 2021, Luis Manuel foi preso pelas autoridades cubanas a caminho de se juntar à maioria dos cidadãos cubanos que marcharam pedindo liberdade. Desde então, ele está sob custódia e nenhuma notícia de julgamento ou condenação foi divulgada. Em setembro de 2021, a revista Time o nomeou uma das 100 pessoas mais influentes do mundo em sua lista anual Time 100.